# 岸田行倫
岸田 行倫（きしだ ゆきのり、1996年10月10日 - ）は、兵庫県川西市出身のプロ野球選手（捕手）。右投右打。読売ジャイアンツ所属。

## 経歴

### プロ入り前
報徳学園高校では1年から内野手としてベンチ入りし、遊撃手の他に投手も務めた。新チームとなった2年秋に捕手が手薄なチーム事情から捕手に転向。2年春、3年春の甲子園に出場し、「4番・捕手」で出場した3年春の1回戦・沖縄尚学戦では1点リードされた5回途中から2番手でマウンドに上がり4回1/3を1安打無失点6奪三振と好救援し、試合は0対1で敗れたが最速145km/hを記録した。
3年夏は甲子園出場を逃したものの高校日本代表に選出され、U-18アジア選手権では捕手に栗原陵矢がいたため主に一塁手として出場し日本代表の3番打者として準優勝に貢献。この時のクリーンナップは4番・岡本和真、5番・香月一也で、いずれも後に巨人でチームメイトとなった。
大阪ガスに入社し1年目から正捕手を務め、2015年、16年の日本選手権で2年連続4強入りに貢献。2016年の第42回日本選手権準々決勝・鷺宮製作所戦では先発・猿渡眞之を好リードし、初回二死から四球で出した走者の二盗を阻止して以降は1人の出塁も許さず、大会史上3人目のノーヒットノーラン（準完全試合）達成に導いた。
地元阪神やソフトバンク、楽天も高評価していたが、2017年度プロ野球ドラフト会議で読売ジャイアンツから2位指名を受け、契約金7000万円、年俸1200万円で入団した。背番号は38。担当スカウトは益田明典。なお、巨人は同年のドラフトで育成枠を含め4人の捕手を指名した（2位岸田、3位大城卓三、育成5位広畑塁、育成6位小山翔平）。

### 巨人時代
2018年の春季キャンプは一軍スタートも負傷離脱し、復帰後は主に二軍戦でマスクをかぶった。同年7月、大阪ガス時代に知り合った一般女性と結婚した。シーズン終盤の9月30日に初の一軍昇格を果たしたが出場機会はなかった。二軍では51試合に出場し、打率.256、3本塁打、28打点。オフには、120万円減の推定年俸1080万円で契約を更改した。
2019年は開幕二軍スタート。6月4日に一軍登録されるも、試合に出場する機会がないまま6月9日に登録抹消。炭谷銀仁朗の戦線離脱から8月2日に一軍に再登録。8月3日の横浜DeNAベイスターズ戦に途中出場によって一軍デビューし、翌8月4日には自身初の一軍先発出場を果たしたものの、8月12日に登録抹消された。その後は再登録されることなくシーズンが終了し、4試合出場7打数0安打にとどまった。オフには、20万円増の推定年俸1100万円で契約を更改した。
2020年は開幕二軍スタートとなったものの、開幕3戦目の6月21日に小林誠司が左尺骨を骨折したため、6月23日に小林と入れ替わる形で出場登録。6月27日の東京ヤクルトスワローズ戦でプロ初安打初打点を記録。10月31日のヤクルト戦では初本塁打を放ち、チームメイトからはサイレントトリートメントで祝福された。小林の長期離脱によって、大城卓三、炭谷に次ぐ第3捕手として34試合に出場し、打数43と少ないながらも打率.302を記録した。オフには、400万円増の推定年俸1500万円で契約を更改した。
2021年も開幕二軍スタートだったが、開幕から程なくした4月7日に小林との入れ替わりで一軍昇格。しかし、大城、炭谷に次ぐ第3捕手という立場上、約2か月間、出場機会に全く恵まれなかった。そのまま、6月2日に小林が再度昇格したことに伴い、4日に登録を抹消された。7月4日に炭谷が東北楽天ゴールデンイーグルスにトレードとなってからは再び一軍昇格してシーズン終了まで一軍に帯同したが出場機会には恵まれず、スタメンマスクは3試合のみであった。オフには、100万円増の推定年俸1600万円で契約を更改し、背番号が27に変更されることが発表された。
2022年は、元旦のラジオに出演した原監督が「今年は岸田を使っていく」と宣言。キャンプやオープン戦でも目立ったミスはみられなかったが、当時は攻守に精彩を欠いていた小林と入れ替わりで降格される。再昇格後、4月28日の横浜DeNAベイスターズ戦では山﨑伊織のプロ初勝利を演出するも、スタメンでの起用は5試合のみとなった。オフには、現状維持の推定年俸1600万円で契約を更改した。
2023年は、6月30日の阪神タイガース戦でプロ初となる代打サヨナラ本塁打を放った。球団捕手が代打でサヨナラ本塁打を放ったのは、1994年の大久保博元以来29年ぶり2人目となった。 最終的には46試合に出場し、打率.250、2本塁打を記録した。オフには、550万円増の推定年俸2150万円で契約を更改した。
2024年は、大城の打撃不調や、監督が阿部慎之助に代わったことによる捕手起用の変化により、出場機会を増やした。序盤には3割台を記録するなど、打撃でも貢献し、シーズン通しての盗塁阻止率もリーグトップの.475を記録したが、捕逸・失策は両方ともリーグワーストを記録した。最終的には、自己ベストとなる88試合に出場し、打率.242、4本塁打、26打点を記録。11月27日、2150万円増となる推定年俸4300万円で契約を更改した。
2025年はFAで福岡ソフトバンクホークスから甲斐拓也が移籍してきたことで、開幕当初は出場機会が大きく減少していた。しかし、5月に甲斐が打撃不振に陥った上、大量失点を喫する展開も目立ち始めたことで、同月からは岸田の出場機会が増え始めている。

## 選手としての特徴
二塁送球1秒8の強肩と、広角に打ち分ける打撃が武器。攻守にわたってバランスが良く高い総合力が評価されている。

## 人物
愛称は「きっしゃん」。
地元・兵庫県川西市出身のプロ野球選手に同じく捕手の古田敦也がおり、古田と同じ少年野球チーム「加茂ブレーブス」でプレーした。また、父の辰則は兵庫県立川西明峰高等学校時代に捕手としてプレーしていたが、1学年下から入学してきた古田にレギュラーを奪われている。
明るい性格であり、チームのムードメーカーとしても知られる。試合前の円陣ではユニークな小道具を駆使して度々チームメイトの笑いを誘っており、その姿から「円陣番長」と呼ばれている。

## 詳細情報

### 年度別打撃成績
| 年 度     | 球 団     | 試 合 | 打 席 | 打 数 | 得 点 | 安 打 | 二 塁 打 | 三 塁 打 | 本 塁 打 | 塁 打 | 打 点 | 盗 塁 | 盗 塁 死 | 犠 打 | 犠 飛 | 四 球 | 敬 遠 | 死 球 | 三 振 | 併 殺 打 | 打 率 | 出 塁 率 | 長 打 率 | O P S |
| --------- | --------- | ----- | ----- | ----- | ----- | ----- | -------- | -------- | -------- | ----- | ----- | ----- | -------- | ----- | ----- | ----- | ----- | ----- | ----- | -------- | ----- | -------- | -------- | ----- |
| 2019      | 巨人      | 4     | 7     | 7     | 0     | 0     | 0        | 0        | 0        | 0     | 0     | 0     | 0        | 0     | 0     | 0     | 0     | 0     | 2     | 0        | .000  | .000     | .000     | .000  |
| 2020      | 巨人      | 34    | 48    | 43    | 2     | 13    | 3        | 0        | 1        | 19    | 5     | 0     | 0        | 1     | 1     | 3     | 0     | 0     | 16    | 4        | .302  | .340     | .442     | .782  |
| 2021      | 巨人      | 27    | 24    | 22    | 1     | 4     | 0        | 1        | 0        | 6     | 2     | 0     | 0        | 0     | 0     | 2     | 0     | 0     | 8     | 0        | .182  | .250     | .273     | .523  |
| 2022      | 巨人      | 25    | 38    | 35    | 1     | 9     | 0        | 0        | 0        | 9     | 1     | 0     | 0        | 0     | 0     | 2     | 0     | 1     | 6     | 0        | .257  | .316     | .257     | .573  |
| 2023      | 巨人      | 46    | 72    | 68    | 5     | 17    | 2        | 0        | 2        | 25    | 3     | 0     | 0        | 1     | 0     | 2     | 0     | 1     | 12    | 4        | .250  | .282     | .368     | .649  |
| 2024      | 巨人      | 88    | 298   | 269   | 22    | 65    | 10       | 1        | 4        | 89    | 26    | 2     | 2        | 9     | 2     | 14    | 0     | 4     | 43    | 11       | .242  | .287     | .331     | .618  |
| 通算：6年 | 通算：6年 | 224   | 487   | 444   | 31    | 108   | 15       | 2        | 7        | 148   | 37    | 2     | 2        | 11    | 3     | 23    | 0     | 6     | 87    | 19       | .243  | .288     | .333     | .621  |

- 2024年度シーズン終了時

### 年度別守備成績
| 年 度 | 球 団 | 捕手  | 捕手  | 捕手  | 捕手  | 捕手  | 捕手     | 捕手  | 捕手     | 捕手     | 捕手     | 捕手     |
| 年 度 | 球 団 | 試 合 | 刺 殺 | 補 殺 | 失 策 | 併 殺 | 守 備 率 | 捕 逸 | 企 図 数 | 許 盗 塁 | 盗 塁 刺 | 阻 止 率 |
| ----- | ----- | ----- | ----- | ----- | ----- | ----- | -------- | ----- | -------- | -------- | -------- | -------- |
| 2019  | 巨人  | 4     | 18    | 1     | 0     | 0     | 1.000    | 1     | 1        | 0        | 1        | 1.000    |
| 2020  | 巨人  | 29    | 90    | 9     | 0     | 3     | 1.000    | 2     | 7        | 4        | 3        | .429     |
| 2021  | 巨人  | 22    | 68    | 5     | 0     | 1     | 1.000    | 1     | 3        | 1        | 2        | .667     |
| 2022  | 巨人  | 20    | 67    | 4     | 2     | 0     | .973     | 0     | 5        | 2        | 3        | .600     |
| 2023  | 巨人  | 34    | 127   | 13    | 1     | 4     | .993     | 2     | 10       | 5        | 5        | .500     |
| 2024  | 巨人  | 79    | 519   | 77    | 3     | 5     | .995     | 6     | 40       | 21       | 19       | .475     |
| 通算  | 通算  | 188   | 889   | 109   | 6     | 13    | .994     | 12    | 66       | 33       | 33       | .500     |

- 2024年度シーズン終了時[注 1]
- 各年度の太字はリーグ最高

### 記録
初記録
- 初出場・初打席：2019年8月3日、対横浜DeNAベイスターズ15回戦（横浜スタジアム）、5回表に小林誠司の代打で出場、石田健大から空振り三振
- 初先発出場：2019年8月4日、対横浜DeNAベイスターズ16回戦（横浜スタジアム）、「8番・捕手」で先発出場
- 初安打・初打点：2020年6月27日、対東京ヤクルトスワローズ2回戦（明治神宮野球場）、9回表に鍬原拓也の代打で出場、長谷川宙輝から左越適時打
- 初本塁打：2020年10月31日、対東京ヤクルトスワローズ21回戦（東京ドーム）、6回裏に長谷川宙輝から左中越ソロ
- 初盗塁：2024年5月8日、対広島東洋カープ8回戦（MAZDA Zoom-Zoom スタジアム広島）、2回表に三盗（投手・九里亜蓮、捕手・坂倉将吾）

その他の記録
- 巨人球団通算11000号本塁打：2024年6月11日、対東北楽天ゴールデンイーグルス1回戦（楽天モバイルパーク宮城）、2回にコディ・ポンセから左越2ラン ※NPB史上初の球団通算11000号本塁打[42][43]

### 背番号
- 38（2018年[9] - 2021年）
- 27（2022年[22] - ）

### 登場曲
- 「ワスレナイ」ALEXXX（2018年 - ）
- 「君ドリーム遊turing GReeeeN」遊助（2019年6月 - ）
- 「Vacation」G.R.L.（2020年11月 - 2021年7月）
- 「One Heart」MRW,VOG & DJ ACKO（2021年8月 - ）
- 「道」GReeeeN（2022年4月 - ）